# Ареса
Ареса, Раса (біл. Арэса, Раса) — річка в центральні Білорусі на території Стародорозького, Любанського районів Мінської області та Октябрського району Гомельської області, права притока річки Птич (басейн Прип'яті→Дніпра). Належить до водного басейну Чорного моря.

## Географія
Річка починає свій витік за 2 км на південний захід від села Левки Стародорозького району, тече в південному напрямку, а після села Веречегощ — в південно-східному, по території Любанського та Октябрського районів — Центральноберезинською рівниною, а в нижній течії — Прип'ятським Поліссям і на південно-східній околиці села Бубнівка (Октябрський район) впадає у річку Птич, на 79-му км від впадіння її у Прип'ять. Довжина річки — 128 км, площа басейну — 3 620 км². Витрата води у гирлі — 16,7 м³/с.
Долина майже на всьому протязі невиразна, місцями шириною 0,3-1 км. Заплава в основному двостороння, нижче села Подоресьє її ширина становить від 0,1 до 1,0 км. Русло майже на всьому протязі каналізоване, шириною 5-10 м у верхів'ї та до 30-35 м — у нижній течії. Зустрічаються невеликі, затоплювані піщані острови.
Живлення річки змішане, переважно снігове. Весняна повінь починається в 2-й декаді березня і триває 40-80 днів, при цьому затоплюються великі простори басейну, в тому числі осушені болота. Максимальна витрата води на спостережній станції біля села Андріївка (12 км від гирла) відзначена у 1931 році — 301 м³/с , найменша у 1927 — 2,14 м³/с, середня — 15,9 м³/с. Літньо-осіння межень триває близько 5 місяців. Річка замерзає у 2-й половині грудня, льодохід — у 2-й декаді березня. У верхній течії, за 7 км на північ від міста Любань, русло зарегульоване Любанським водосховищем, що входить до Ареської меліоративної системи та суттєво впливає на гідрологічний режим річки, оскільки затримує води весняного паводку (65 млн. м³). На ряді осушувальних каналів встановлені шлюзи-регулятори. Режим річки вивчався на 5 постах, один із них — біля с. Андріївка є діючим.
Рельєф водозбору в північній частині низькогорбистий в поєднанні з рівнинним, на півдні — плоский. Ліси змішані, сильно заболочені. Переважають хвойні породи. Серед боліт лівобережжя зустрічаються озера, найбільше з них — озеро Вечеря (3,24 км²).
Річка отримала широку популярність після опублікування у 1933 році поеми Янки Купали «Над ракою Арэсай».

## Притоки
Річка Ареса на своєму шляху приймає воду кількох десятків різноманітних приток, каналів та струмків. Найбільші із них (від витоку до гирла):
- праві: Освиця (9 км), Добринський канал, Талиця (40 км)
- ліві: Солан (32 км), Нешчанка, Чабуський канал, Славковицько-Яминський канал

## Населенні пункти
На берегах річки розташовані такі найбільші населенні пункти (від витоку до гирла): села Подоросся, Верхутине, місто Любань, села Сорочі, Редковичі, Ніжин, Калинівка, Малі Городятичі, Червона Слобода, Андріївка.